# Greger Johansson
Greger Johansson, född 1942 i Kättilstads församling, är en svensk konstnär. 
Johansson är utbildad som hantverksmålare men autodidakt som konstnär. Han tog en korrespondenskurs i serieteckning 1957 och samma år kom han in på Ljungstedtska skolans 4-åriga målarutbildning. Han debuterade på den jurybedömda utställningen Ung Östgötakonst i Linköping 1974 och har sedan dess medverkat i många separat och samlingsutställningar på olika orter i Sverige bland annat med Konstfrämjandet i Östergötland, Sveriges ornitologiska förening och på Naturhistoriska riksmuseet i Stockholm. Han har arbetat som professionell konstnär sedan 1976. Bland hans publika arbeten märks Världsnaturfondens julkort 1997 och grafiska upplagor för FFV:s konstförening på Malmen samt BT konstförening. Han utgav 1985 boken Naturanteckningar i ord och bild. Hans konst består av fåglar och djur där han målar efter direkta fältstudier och skildrar arterna i sina typiska miljöer i olja akvarell och olika grafiska tekniker. Vid sidan av sitt eget skapande medverkar han i dagspressen med naturreportage och illustrationer. Johansson är representerad vid Östergötlands läns landsting, Skaraborgs läns landsting, Hallands läns landsting, Motala museum, Vadstena kommun, Jönköpings kommun, Kinda kommun, Motala kommun, samt i ett flertal banker och företag.